# Brădet, Prahova
Brădet este un sat în comuna Starchiojd din județul Prahova, Muntenia, România.
Este atestat documentar din anul 1657.